# Ottorino Monaco
Ottorino Monaco (Montazzoli, 23 maggio 1901 – 28 ottobre 1987) è stato un medico e politico italiano.

## Biografia
Medico chirurgo, fu parlamentare nella sola Vª legislatura. Fu firmatario di 34 progetti  di legge e autore di 52 interventi.

## Incarichi
Vª Legislatura della Repubblica Italiana.
- X Commissione trasporti e aviazione civile, marina mercantile, poste e telecomunicazioni. Membro dal 10 luglio 1968 al 24 maggio 1972.